# Сант-Аполлинаре-Нуово
Сант-Аполлинаре-Нуово (итал. Sant'Apollinare Nuovo) — раннехристианская базилика в Равенне (Италия). Построена в конце V — начале VI веков правителем Равенны королём Теодорихом Великим как его придворная церковь. Позже (в IX веке) освящена в честь небесного покровителя Равенны св. Аполлинария (отсюда название). Базилика знаменита уникальными мозаиками, одна часть которых относится ко времени Теодориха, а другая — Юстиниана I, когда Равенна стала византийским экзархатом.
В 1996 году базилика в составе раннехристианских памятников Равенны была включена в число объектов Всемирного наследия.

## История базилики
Базилика, изначально посвящённая Христу Спасителю, была построена королём Теодорихом в 493—526 годах, то есть в промежутке между завоеванием Равенны остготами до смерти короля. Эта датировка связывается с описаниями Агнелла Равеннского (IX в.), автора хроники «Liber pontificalis ecclesiae Ravennatis». Агнелл приводит текст надписи в апсиде церкви: «Theodoricus rex hanc ecclesiam a fundamentis in nomine Domini nostri Jesu Christi fecit» (эта надпись не сохранилась). Базилика находилась рядом с королевским дворцом, развалины которого были раскопаны в 1910—1920 годах. Как и все построенные Теодорихом равеннские церкви, базилика принадлежала готам-арианам. Внешний вид и интерьер церкви, а также наиболее ранние её мозаики (евангельский цикл, цикл Страстей, изображение дворца Теодориха и порта Классе) в значительной степени сохранились с арианских времён.
После завоевания Равенны император Юстиниан I своим эдиктом «Sancta mater ecclesia Ravennas, vera mater, vera orthodoxa» передал все культовые здания ариан православным, и базилика в 561 году была освящена последними в честь святого Мартина Турского, прославившегося обличением арианского вероучения. После этого, мозаики на арианские темы были частью переложены, частью зачернены (как гласит предание, это было сделано по требованию папы Григория Великого). В этот же период были выполнены мозаики вдоль северной и южной стен главного нефа, изображающие процессии мучеников и дев.
В связи с участившимися пиратскими набегами на Классис (бывший порт, находившийся за равеннским стенами, ныне район Равенны) в 856 году в базилику из Сант-Аполлинаре-ин-Классе были перенесены мощи покровителя Равенны святого Аполлинария . Храм был переосвящён в честь этого святого и получил своё настоящее название Сант-Аполлинаре-Нуово (то есть «новая» — для отличия от уже существовавшей в городе церкви св. Аполлинария, ныне известной как Сант-Аполлинаре-ин-Классе). В 1748 году мощи святого Аполлинария были возвращены на своё изначальное место в Классе, при этом «новая» базилика сохранила своё посвящение и название.
В X—XI веках к храму была пристроена колокольня, в XVI веке — мраморный портик, заменивший предположительно ранее существовавший квадропортик (следы аналогичного квадропортика были обнаружены археологами в Сант-Аполлинаре-ин-Классе). В том же XVI веке из-за повышения уровня грунтовых вод пол базилики был поднят на 1,2 м по сравнению с первоначальным, в результате этой перестройки большая часть мозаичного пола VI века была утеряна. В это же время была построена нынешняя апсида, подвергавшаяся впоследствии (в XVIII веке, в 1950 и 1986 годах) значительным переделкам. В XVII веке был устроен ныне существующий кессонный потолок, заменивший ранее существовавший и известный только по названию (Святой Мартин в золотых небесах).

## Архитектурные особенности
Внешний вид храма является типичным для остготских и лангобардских церквей: кирпичные стены расчленены пилястрами и сдвоенными окнами. Фасад, имевший ранее квадропортик (замкнутую со всех сторон паперть) с XVI века украшен мраморным портиком. Пристроенная к храму в IX—X веках 38-метровая колокольня имеет типичную для большинства равеннских кампанил цилиндрическую форму. По мере возрастания этажности колокольни её оконные проёмы имеют прогрессию створок — от одной до трёх, что придаёт строению кажущуюся лёгкость.
Базилика имеет три нефа, разделяемых колоннадой доставленных из Константинополя мраморных колонн (по 12 с каждой стороны) с коринфскими капителями и греческими буквами. Особенностью Сант-Аполлинаре-Нуово, отличающей её от большинства раннехристианских базилик, является то, что на колонны опираются пяты арок, а не антаблемент; при этом на капители уложены не сами пяты, а прокладки (пульваны), что является типично византийским мотивом в архитектуре. Капители имеют огрубленную корзинообразную форму, также типичную для византийского зодчества. Размеры базилики 42 на 21 метр. Из-за небольших размеров храма пространство боковых нефов сливается с центральным, чему способствует широкий шаг колонн. Центральный неф завершается барочной апсидой, предваряемой широким пресбитерием, отреставрированным в 1986 году.
В XVIII веке к северному (левому от входа) нефу было пристроено 8 боковых капелл. Интерес представляют две из них:
- первая от главного алтаря капелла посвящена святому Антонию Падуанскому и содержит статую этого святого, используемую для процессий,
- первая от основного входа капелла посвящена памяти итальянских солдат, погибших в Первую мировую войну, и, помимо мемориальных досок с именами погибших, украшена фресками, типичными для пропаганды периода диктатуры Муссолини, вроде «Радость престарелых родителей», «Радость любящей жены», «Радость верной невесты», на которых перечисленные персонажи встречают вернувшихся с фронта солдат, а венчает этот уголок монументальное полотно «Боже, благослови Италию», где все изображённые на прочих фресках герои объединены с папой римским в общей молитве о победе.

## Внутреннее убранство и мозаики
Интерьер базилики пышно украшен византийскими мозаиками, расположенными в три яруса:
- верхний ярус — евангельские сюжеты (северная стена содержит 13 сцен евангельских чудес и притчей, южная — 13 сцен Страстей Христовых),
- средний ярус — изображения пророков и святых,
- нижний ярус — процессии дев (северная сторона) и мучеников (южная сторона).

Создание мозаичного комплекса относится к эпохе Теодориха, в нём участвовали различные мастера. В 60-х годах VI века мозаики были частично переложены, чтобы изжить память об остготских правителях Равенны. Академик В. Н. Лазарев отмечает, что мозаики базилики «обнаруживают дальнейший отход от эллинистическо-римского наследия, что во многом сближает их с памятниками восточного, главным образом сиро-палестинского круга». Переложенные мозаики менее интересны, чем теодориховские; среди них выделяется портрет императора Юстиниана (так он был интерпретирован реставраторами XIX века и, без всяких сомнений, ими подписан), который ряд исследователей считает портретом короля Теодориха.
От храма Теодориха кроме мозаик сохранился и ряд предметов скульптурного убранства: резной престол и сень из порфира, четырёхчастная преграда перед престолом с изображениями виноградной лозы, павлина и креста. Оборот одной из частей преграды украшен барельефом с Даниилом в львином рву. Причём об оборотной стороне этой части стало известно только в 1950 году, когда её извлекли из одной из боковых капелл, где она до этого была вмонтирована в стену. В центре главного нефа сохранился амвон византийского типа, созданный в VI веке.

- Алтарная преграда (фрагмент)
- Алтарная преграда (фрагмент)
- Алтарная преграда (фрагмент)
- Амвон

### Евангельские сюжеты
Верхний ряд стен центрального нефа украшают мозаики, созданные на основе сюжетов Нового Завета, при этом отсутствуют сюжеты, связанные с распятием и смертью Христа-богочеловека (как считают некоторые исследователи, эти сюжеты были нежеланны у ариан). При крайне незначительных размерах (рассмотреть их без специальных оптических приспособлений, стоя внизу, невозможно) евангельские мозаики отличает удивительная детализация, свидетельствующая о мастерстве неизвестного художника.
На северной (левой) стене помещены 13 сцен чудес Христовых и притчей, а именно:
- (1) брак в Кане Галилейской (в ходе неудачной реставрации 1854 года кувшины с вином были заменены корзинами с хлебами, что сделало сцену неузнаваемой[14]);
- (2) чудесное умножение хлебов;
- (3) чудесный улов рыбы и призвание Петра и Андрея;
- (4) исцеление иерихонского слепого;
- (5) исцеление кровоточивой жены (интерпретация этой мозаики спорна);
- (6) Христос и самарянка;
- (7) воскрешение Лазаря;
- (8) притча о мытаре и фарисее;
- (9) лепта вдовы;
- (10) Христос разделяет овец и козлищ (притча о Страшном суде);
- (11) исцеление расслабленного в Капернауме;
- (12) Христос изгоняет легион бесов из бесноватого в свиней;
- (13) исцеление расслабленного в Вифезде.

- Умножение хлебов
- Чудесный улов рыбы
- Воскрешение Лазаря
- Исцеление расслабленного
- Притча о Страшном суде

На мозаиках этого цикла Христос изображён безбородым, выражение Его лица умилённо-благостное. Количество действующих лиц на мозаиках этого цикла сведено к минимуму (47 персонажей на 13 мозаик). Впервые в византийском искусстве евангельские сцены размещаются не в хронологическом порядке, а в той последовательности как они упоминаются в порядке пасхальных чтений в Равеннской церкви.
Мозаики южной (правой) стены значительно контрастируют с «северным» циклом: Христос здесь бородат, Его лик строг, и персонажей здесь в 2 раза больше (99 фигур на 13 мозаиках). На южной (правой) 13 изображений Страстей Христовых (без сцены распятия) и Его Воскресения. Последовательно здесь изображены:
- (1) Тайная вечеря;
- (2) прощальная беседа Христа с апостолами на горе Елеонской (по другой версии — проповедь Христа 11 апостолам в Гефсиманском саду, без Иуды);
- (3) поцелуй Иуды;
- (4, 5) Христос перед синедрионом;
- (6) предсказание Христа об отречении Петра;
- (7) отречение Петра;
- (8) Иуда возвращает 30 сребренников первосвященникам;
- (9) Христос перед Пилатом, Пилат умывает руки;
- (10) Христос следует на Голгофу, Симон Киринеянин несёт за Ним Крест;
- (11) жены-мироносицы и Ангел у Гроба Господня;
- (12) Христос и двое апостолов на пути в Еммаус;
- (13) уверование Фомы.

- Тайная вечеря
- Предсказание об отречении Петра
- Суд Пилата
- Крестный путь
- Жены-мироносицы у Гроба Господня

Невзирая на стилевые различия между мозаиками северной и южной стен, большинство исследователей считают, что работы выполнялись в одно и то же время, хоть и разными мастерами. Временем создания этих мозаик считается эпоха Теодориха, что подтверждается примитивностью изображений, ориентированностью на переднюю плоскость, то есть иконография библейских сцен находится на стадии становления. Архитектура и пейзажи лишь слегка обозначены либо отсутствуют совсем. В качестве примеров примитивности и наивности мозаик можно указать на следующие курьёзные моменты:
- в сцене с расслабленным, принесённым четырьмя спутниками, одр с больным спускают со скатной, а не с обычной для Востока плоской кровли;
- одр расслабленного в Вифезде скорее напоминает решётку;
- в притче о Страшном суде по правую руку от Христа стоит красный Ангел, опекающий овец (праведников), а по левую — синий, присматривающий за козлищами (грешниками), причём кроме цвета Ангелы ничем не отличаются;
- в сцене с предсказанием об отречении Петра Христос показывает Петру на колонну, на вершине которой сидит петух;
- Гроб Господень изображён в виде ротонды, обрамлённой колоннами.

### Пророки и святые
Под мозаиками на евангельские сюжеты находятся изображения 36 пророков и святых (по одному в каждой мозаике), разделённых оконными проёмами (в одном блоке без окна изображена группа из трёх святых, см. иллюстрацию). Их фигуры помещены выше горизонтального фриза, отделяющего средний ярус стен от нижнего, что вместе с фигурами птиц и травой под ногами должно формировать мотив райского бытия святых. Святые обращены в фас к молящимся, они облачены в белоснежные одежды, их головы увенчаны нимбом, в руках у них книга или свиток, лица отличаются индивидуальными чертами (при этом среди персонажей встречаются как молодые, так и очень старые лица). Отсутствие среди указанных лиц каких-либо узнаваемых черт, характерных для иконографии определённых святых, позволяет отнести этот мозаичный ряд к эпохе Теодориха. Так же, как и в равеннском Баптистерии ариан, отсутствие надписей на мозаиках Сант-Аполлинаре не позволяет однозначно идентифицировать изображённых святых.

### Процессия мучеников
В нижнем ряду южной (слева от алтаря) стены помещено монументальное изображение процессии мучеников. Шествие начинается от здания, подписанного как Palatium, которое отождествляется с дворцом короля Теодориха. В процессии участвует епископ Мартин Турский (его статус выделен особым коричневым облачением) и за ним 25 мучеников (в порядке от алтаря к входу, то есть с востока на запад): священномученик Климент Римский, священномученик Сикст II Римский, архидиакон последнего священномученик Лаврентий, священномученик Ипполит Римский, исповедник Корнелий Римский (возможно, мученик), священномученик Киприан Карфагенский, мученик Кассиан, римские мученики Иоанн и Павел, мученик Виталий, сыновья последнего миланские мученики Гервасий и Протасий, равеннский мученик Урсицин, миланские мученики Набор и Феликс, равеннский епископ, священномученик Аполлинарий, мученик Себастьян, великомученик Димитрий Солунский, священномученик Поликарп Смирнский, священномученик Викентий, мученик Панкратий, мученики Хрисогон, Прот, Иовиний, Сабин. Все святые держат в руках свои мученические венцы. Фигуры святых разделяются пальмами. Над каждым святым находится идентифицирующая его (сокращённая) надпись. Святая процессия, проходящая по цветочному полю, направляется к сидящему на троне Иисусу Христу, окружённому четырьмя ангелами. В руке Христа находится скипетр, заменивший в результате реставрации 1860 года книгу, раскрытую на словах: «Ego sum Rex gloriae» (Аз есмь Царь славы). Пальмы и цветы указывают на райские обители, в которых почивают святые. Помимо этого, пальма традиционно указывает на праведность и святость изображённых лиц, в соответствии со стихами 91 псалма «Праведник цветет, как пальма, возвышается подобно кедру на Ливане. Насажденные в доме Господнем, они цветут во дворах Бога нашего» (Пс. 91:13-14).
Все изображённые святые (за исключением Мартина Турского и Лаврентия) облачены в одинаковые белые одежды — знак святости; на Мартине, в VI веке титульном святом базилики, поверх белого одеяния наброшен коричневый паллий, а у Лаврентия под белой туникой видна ещё и золотая риза. Большинство из изображённых святых упоминаются в евхаристическом каноне римской литургии, остальные, по всей видимости, особенно почитались в Равенне или даже конкретно в этой базилике. Возможно, что святые именно в таком порядке упоминались в читавшейся в базилике литании.
Как показали исследования, одна часть мозаик принадлежит времени правления Теодориха (Христос с ангелами, частично — королевский дворец), другая — времени Юстиниана (процессия святых). Изначально в процессии участвовали фигуры самого Теодориха и его придворных, которых несколько святых представляли Иисусу. Также изменению подверглась мозаика с изображением дворца Теодориха. Исследователи считают, что на фоне центральной арки дворца ранее находилась фигура Теодориха, а во фронтоне — группа из трех фигур: Теодорих на коне посреди богинь городов Рима и Равенны. От этих фигур сохранились хорошо различимые следы нескольких рук на высоте колонн, а также полукруглые очертания голов над горизонтальной опорой, несущей завесы. Сами эти (однородные и неизобретательные) завесы — несомненно византийского происхождения, созданные в арочных проёмах для того, чтобы скрыть «арианские» персонажи оригинальной мозаики.
Процессия мучеников в окончательном варианте является уже типично византийской композицией, для которой характерен повторение вертикальных мотивов в непрерывной последовательности, ритмов, повторяющихся с определённым постоянством, а также стремление нивелировать индивидуальную характерность портрета.

### Процессия мучениц
Расположена на северной (справа от алтаря) стене центрального нефа и представляет собой процессию из 22-х мучениц, выходящих из Классе по направлению к престолу Богородицы, держащей на коленях младенца Христа, и окружённую четырьмя ангелами. Имена первых (от алтаря) 12 мучениц: Евфимия, Пелагия, Агата, Агнесса, Евиалия, Цецилия, Луция, Криспина, Валерия, Викентия, Перпетуя, Фелицитата, в числе последующих 10 можно определить фигуры Анастасии Узорешительницы, Виктории и Иустины. Все святые держат в руках мученические венцы, композиция аналогична шествию мучеников (фигуры разделены пальмами, под ногами цветочное поле, над головами идентицифирующие мучениц сокращённые надписи). Во главе процессии изображены волхвы Валтасар, Мельхиор и Каспар, приносящие свои дары Христу. Их фигурами византийцы заменили изображение жены короля Теодориха. Все мученицы изображены в одних и тех же одеяниях, но их вышитые золотом туники и белые вуали по богатству и блеску превосходят простые белые мантии мучеников, изображённых на противоположной стене.
Так же, как и в случае процессии мучеников, можно отметить, что большинство представленных святых жен и дев упоминаются в евхаристическом каноне римской литургии, а сама последовательность их изображения отражает, возможно, порядок их упоминания в местной литании.
Особый интерес представляет мозаика с изображением города (он подписан Civitas Classis) и порта в Классе, созданная в тот период, когда город и порт ещё существовали. Исследователи полагают, что на стенах порта изначально помещались фигуры представителей остготской знати, уничтоженные при переделке мозаик.
Процессия мучениц (как и ряд мучеников на противоположной стене) типично византийская, с тем же характерным повторением вертикальных ритмов.

- Порт в Классе